# Aldo Fabrizi
Aldo Fabrizi (Róma, 1905. november 1. – Róma, 1990. április 2.) olasz színész, filmrendező, forgatókönyvíró.

## Életpályája
Rómában született szerény családban. 1931-ben debütált a színpadon egy külvárosi színházban.
1942-től szerepelt filmekben. 1948-ban debütált rendezőként, amely a Kivándorlók című film volt. Az 1950-es, 1960-as években gyakran volt látható Totò-val és Peppino De Filippo-val. 1962–1963 között színházban is játszott. 1964-ben egy nagysikerű színpadi zenés vígjátékban, a Rugantino-ban szerepelt. Turnézott Európa-szerte, Latin-Amerikában és a Broadway-on is.
1945-ben ő játszotta a legendás Don Pietro szerepét a Róma, nyílt város című filmben, amelynek Federico Fellini írta forgatókönyvét. Az ezt követő kritikai és kereskedelmi sikere vezető szerepe volt a további filmjeihez.

## Magánélete
Fabrizi Beatrice Rocchi (Reginella) énekesnővel élt együtt haláláig, 1981-ig. Testvére, Elena Fabrizi (1915–1993) színésznő volt.

## Filmszerepei
- Elől van hely (Avanti c'è posto...) (1942) (forgatókönyvíró is)
- Az utolsó kocsi (L'ultima carrozzella) (1943) (forgatókönyvíró is)
- A Za Bum Cirkusz (Circo equestre Za-bum) (1944)
- Róma, nyílt város (1945)
- Fiam, a tanár úr (Mio figlio professore) (1946) (forgatókönyvíró is)
- Békében élni (1947) (forgatókönyvíró is)
- Giovanni Episcopo bűne (Il delitto di Giovanni Episcopo) (1947) (forgatókönyvíró is)
- Tombolo, a fekete paradicsom (Tombolo, paradiso nero) (1947)
- Kivándorlók (Emigrantes) (1948) (forgatókönyvíró és filmrendező is)
- Ferenc, Isten lantosa (1950)
- Isten hozta tisztelendő! (Benvenuto reverendo!) (1950) (forgatókönyvíró, filmrendező és filmproducer is)
- Első áldozás (Prima comunione) (1950)
- Kutyaélet (1950) (forgatókönyvíró is)
- Paduai Szent Antal (Antonio di Padova) (1951)
- Párizs az Párizs (1951)
- Rendőrök és tolvajok (1951) (forgatókönyvíró is)
- Öt szegény egy autóban (5 poveri in automobile) (1952)
- Száz év szerelme (Cento anni d'amore) (1954)
- Elloptak egy villamost (1954) (forgatókönyvíró és filmrendező is)
- Ez az élet! (Questa è la vita) (1954) (forgatókönyvíró és filmrendező is)
- Őrült dolgok (Cose da pazzi) (1954)
- A papagájok (I pappagalli) (1955) (forgatókönyvíró is)
- Donatella (1956)
- A tanító (El maestro) (1957) (forgatókönyvíró és filmrendező is)
- Kettőnk titka (1958)
- I. Ferdinánd, Nápoly királya (1959)
- Egy katona meg egy fél (1960) (forgatókönyvíró is)
- Szép menyasszony (1960)
- Házasodni akarunk (1960)
- Aladdin csodái (1961)
- Négy szerzetes (1962)
- Mi olaszok és a nők (Gli italiani e le donne) (1962)
- A legrövidebb nap (Il giorno più corto) (1963)
- Totó a négy ellen (Totò contro i quattro) (1963)
- Olasz furcsaságok (1965)
- Három harapás alma (Three Bites of the Apple) (1967)
- Tosca (1973)
- Mennyire szerettük egymást (1974)
- Habókos Giovanni (1986)

## Díjai
- Ezüst Szalag díj (1951, 1971)
- David di Donatello-díj (1981, 1988)

## Fordítás
- Ez a szócikk részben vagy egészben  az   Aldo Fabrizi című angol Wikipédia-szócikk ezen változatának fordításán alapul.  Az eredeti cikk szerkesztőit annak laptörténete sorolja fel. Ez a jelzés csupán a megfogalmazás eredetét és a szerzői jogokat jelzi, nem szolgál a cikkben szereplő információk forrásmegjelöléseként.